# Omen - Il presagio
Omen - Il presagio (The Omen) è un film del 2006 diretto da John Moore.
È un remake del film Il presagio (The Omen) del 1976.

## Trama
Katherine, moglie del diplomatico Robert Thorn, partorisce un bimbo nato morto. Mentre la moglie è ancora in stato di incoscienza, don Spiletto, un parroco amico del diplomatico, suggerisce all'uomo di adottare un neonato e fingere che sia il nascituro. Sconvolto, Thorn accetta e nasconde alla moglie la verità. Il bambino verrà chiamato Damien.
Cinque anni dopo, l'uomo è vittima di alcuni accadimenti bizzarri che lo insospettiscono e poi rivelano una congiura contro di lui:
la baby-sitter di Damien si suicida in sua presenza. Un prete informa Robert di aver percepito una presenza maligna in Damien (ritenendolo perfino il figlio di una sciacalla) e in seguito muore trafitto da un parafulmine crollato dopo un fulmine. La moglie di Robert, nel frattempo rimasta incinta, viene gettata da una balaustra dallo stesso Damien e subisce nuovamente un aborto. Robert stesso viene informato da un fotografo su dei particolari in alcune foto che ritraggono la baby sitter di Damien e padre Brennan, i quali nelle foto sono attraversati da una linea bianca che rispecchia la dinamica della loro morte. I due volano a Roma per cercare informazioni (investigando in casi di tragedie molto simili), ove scoprono che Damien è la reincarnazione dell'Anticristo.
Robert si reca alla tomba della madre naturale di Damien, che si rivela essere appunto una sciacalla, e trova anche i resti del suo figlio naturale: la conformazione del cranio conferma che il piccolo è stato ucciso mentre si trovava ancora in fasce. Il fotografo muore per un incidente e la baby-sitter di famiglia -corrotta dal potere di Damien- uccide Katherine.
Rimasto ormai solo e disperato, Robert segue le indicazioni di un vescovo gerosolimitano incontrato in precedenza, cerca e trova il materiale necessario per l'eliminazione dell'Anticristo (che comprende anche il sacrificio del bambino) e porta Damien in un luogo sacro dove però gli stessi agenti della sua scorta, ritenendolo un assassino, lo uccidono. 
Mentre il Papa muore contemporaneamente, al funerale di Robert partecipa il Presidente degli Stati Uniti che tiene la mano di Damien, ora libero e pronto per disseminare il male nel mondo.

## Distribuzione
Il film venne distribuito in Stati Uniti d'America, Argentina, Australia, Austria, Belgio, Brasile, Egitto, Finlandia, Francia, Germania, Grecia, Ungheria, Irlanda, Israele, Italia, Giappone, Messico, Norvegia, Polonia, Portogallo, Russia, Spagna, Svezia e Inghilterra il 6 giugno 2006, data che riprendeva la combinazione numerica 666, numero della Bestia.

## Produzione
Prodotto dalle società Twentieth Century Fox Film Corporation e 11:11 Mediaworks, venne scelto il giorno della distribuzione nelle sale cinematografiche mondiali facendo riferimento al 6 giugno 2006 (ossia il 6/6/06, con evidente riferimento alla numerazione esoterica).
Le riprese sono state principalmente effettuate a Praga, Matera e Dublino.

### Cast
Un piccolo ruolo nel film è riservato a Harvey Stephens, interprete di Damien nel film originale.

## Accoglienza

### Critica
Il film ha ricevuto durante l'edizione dei Razzie Awards 2006 una nomination come Peggior attore non protagonista per David Thewlis.

## Nella cultura di massa
Il segmento di apertura dell'episodio "La paura fa novanta XXX" della 31ª stagione de I Simpson è una parodia del film.